# 拉韦皮耶尔
拉韦皮耶尔（法語：La Verpillière，法語發音：[la vɛʁpijɛʁ]）是法国伊泽尔省的一个市镇，位于该省西北部，属于拉图尔迪潘区。

## 地理
拉韦皮耶尔（45°38'13"N, 5°8'34"E）面积6.64 平方千米，位于法国奥弗涅-罗讷-阿尔卑斯大区伊泽尔省，该省份为法国东南部内陆省份，北起顺时针与安省、萨瓦省、上阿尔卑斯省、德龙省、阿尔代什省、卢瓦尔省和罗讷省。
与拉韦皮耶尔接壤的市镇（或旧市镇、城区）包括：弗龙托纳、圣康坦-法拉维耶、维勒方丹。

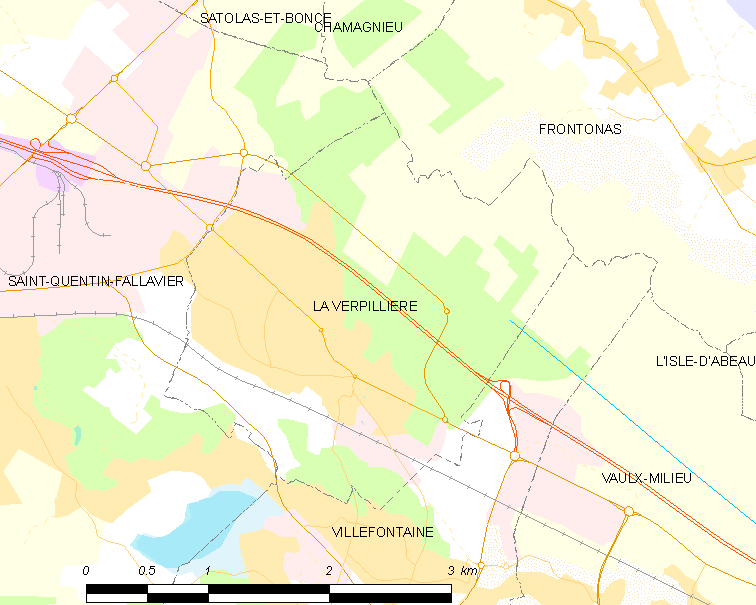
拉韦皮耶尔的OSM定位图

拉韦皮耶尔的时区为UTC+01:00、UTC+02:00（夏令时）。

## 行政
拉韦皮耶尔的邮政编码为38290，INSEE市镇编码为38537。

## 政治
拉韦皮耶尔所属的省级选区为拉韦皮耶尔县。

## 人口

1962-2008年间拉韦皮耶尔人口变化图示

拉韦皮耶尔于2022年1月1日时的人口数量为7643人。